# Лидија Григорјева (песникиња)
Лидија Григорјева (укр. Лідія Григор'єва; рођена 1945) је украјинска песникиња која сада живи у Лондону. Радила је са Би-Би-Си ворлд сервисом, руском радио-телевизијом и Британском библиотеком који су објавили њена превођења.

## Биографија
Рођена је 1945. године. Позната је као „фото уметник”, у свом раду користи синтезу поезије и фотографије. Премијера њене фото-поезије је одржана у Пушкиновом музеју у Москви. Године 2011. је учествовала на семинару на Сајму књига у Лондону под називом „На раскршћу културе: руски писци који живе у Лондону”. Прочитала је свој рад за пројекат Британске библиотеке Dual Cultures, Between Two Worlds: Poetry and Translation, који истражује рад песника који живе у Уједињеном Краљевству, а чији матерњи језик није енглески.
Неки од филмова које је написала су Tsvetaeva in London, Gumilev in London, Skriabin in London.